# Narty zjazdowe

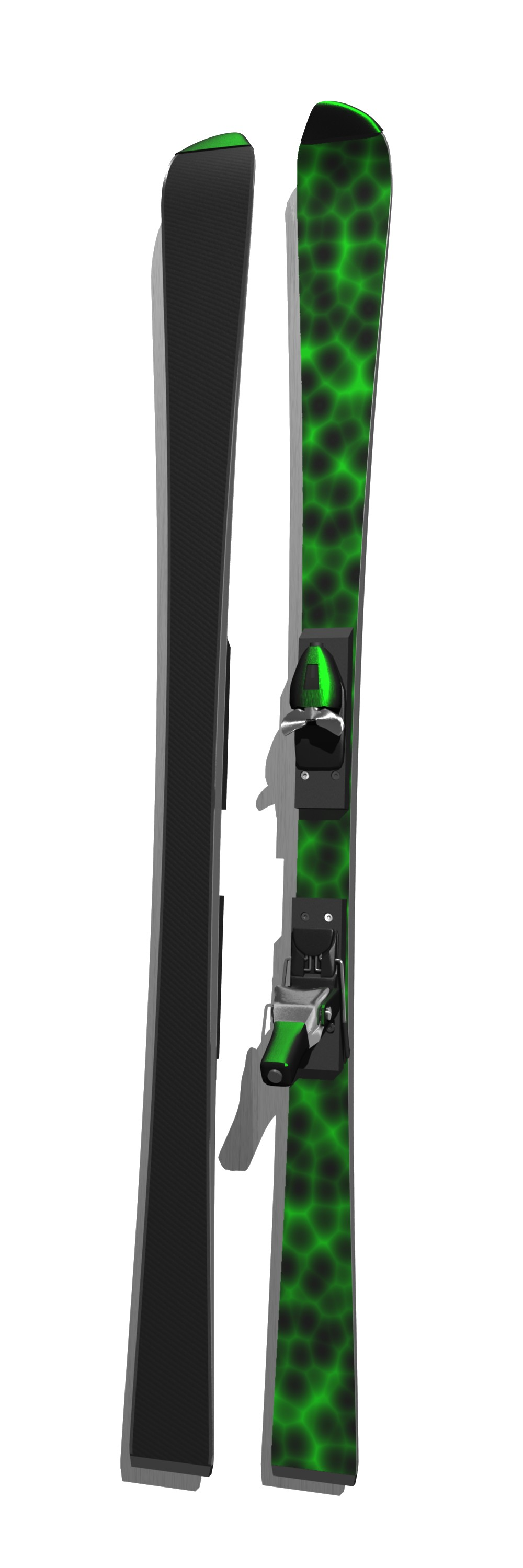
Narta z płytą i wiązaniem

Narty zjazdowe, zjazdówki – rodzaj sprzętu, który jest stosowany w narciarstwie alpejskim (zjazdowym) i sportach pokrewnych.

## Definicja
Narty są to długie, płaskie płozy mocowane do nóg poprzez system butów i wiązań, które umożliwiają ślizganie się po powierzchni śniegu.
Narty montowane są do butów narciarskich za pomocą specjalnych wiązań.
Narty zjazdowe klasycznePotoczna nazwa nart o słabym taliowaniu, których produkcję większość firm zakończyła w późnych latach 90.
Narty zjazdowe taliowane (carvingowe, „carvingi”)Narty o zwiększonym bocznym wcięciu, ułatwiającym wykonywanie skrętów. Główny obecnie produkowany typ narty zjazdowej – pewne wyjątki można spotkać w przypadku specjalistycznych nart np. służących do jazdy w puchu.

## Historia
Według najnowszych badań ojczyzną nart jest Azja Środkowa, a konkretnie okolice Bajkału i gór Ałtaj. Do Skandynawii narty trafiły prawdopodobnie za pośrednictwem Lapończyków. Wśród licznych rysunków naskalnych w Skandynawii i centralnej części kontynentu azjatyckiego znalazły się również wyobrażenia scen narciarskich (rysunki datowane są na 3000–5000 lat). Przedstawiają one realistyczne ujęcia postaci, uchwyconych w typowo narciarskiej pozycji, z nogami ugiętymi w kolanach, co by wskazywało na poślizg. Narty zjazdowe jednak wzięły swój początek od nart opracowanych przez Mathiasa Zdarskiego, który również zapoczątkował rozwój narciarstwa alpejskiego.

### Narty taliowane
Pierwsze narty taliowane zostały wyprodukowane w laboratoriach Elana przez Jurija Franko w 1988 roku. W kolekcjach narciarskich zaczęły pojawiać się na początku lat 90. Pierwszymi takimi nartami były modele Elan SCX i krótko później – Kneissl Ergo. W kolejnych latach coraz więcej firm umieszczało w swoich kolekcjach narty tego typu. Swoistą awangardą carvingów w tamtych czasach były tzw. funcarvery – narty krótkie, bardzo mocno taliowane, przeznaczone przede wszystkim do jazdy skrętami ciętymi. Obecnie ta grupa nart zanikła ze względu na to, że praktycznie każdy współczesny model umożliwia taką jazdę, jednak w swoich czasach szokowały swoimi wymiarami.
Kolejnym krokiem na drodze do upowszechnienia się nart taliowanych był sezon 2000/2001, kiedy to zawodnicy startujący w Alpejskim Pucharze Świata w konkurencji slalom zaczęli stosować zamiast długich klasycznych nart modele o minimalnej dopuszczalnej długości (w tamtym czasie było to 155 cm) i o bardzo krótkim promieniu skrętu (rzędu 11–13 metrów). W krótkim czasie podobne konstrukcje weszły również do kolekcji sklepowych, co definitywnie zakończyło epokę produkcji nart klasycznych.

## Parametry nart
Obecnie na rynku jest bardzo szeroki wybór różnych modeli nart. Każdy model posiada swoją szczególną charakterystykę, na którą składa się wiele parametrów. Najbardziej znaczącymi są:

### Taliowanie
Taliowanie określa głębokość wcięcia bocznego narty. W katalogach przeważnie podawane jest w postaci trzech cyfr określających kolejno: szerokość narty w milimetrach w najszerszym miejscu na dziobie, najwęższym pośrodku narty i najszerszym na piętce. Przykładowo taliowanie 110-60-100 oznacza, że szerokość narty w dziobie wynosi 110 mm, w talii (pod butem) 60 mm i na piętce 100 mm. Taliowanie wraz z długością wpływają na fabryczny (deklarowany przez producenta) promień skrętu.
Kształt wcięcia bocznego narty zwykle ma kształt wycinka elipsy bądź paraboli, lub też inny zbliżony. Narty przeznaczone do spokojnej jazdy przeważnie mają kształt wycięcia bardziej zbliżony do fragmentu okręgu, natomiast bardziej sportowe modele (przeznaczone do jazdy z dużymi kątami zakrawędziowania) mają kształt bardziej eliptyczny.

### Promień skrętu
Jest to promień okręgu, którego wycinkiem jest krawędź narty. Jest on podawany w metrach. Im mniejszy promień tym narta jest bardziej zwrotna, ale też mniej stabilna przy dużych prędkościach. Narta o dużym promieniu i dodatkowo sporej sztywności jest stabilna w szybkiej jeździe, ale za to ciężka w manewrowaniu.

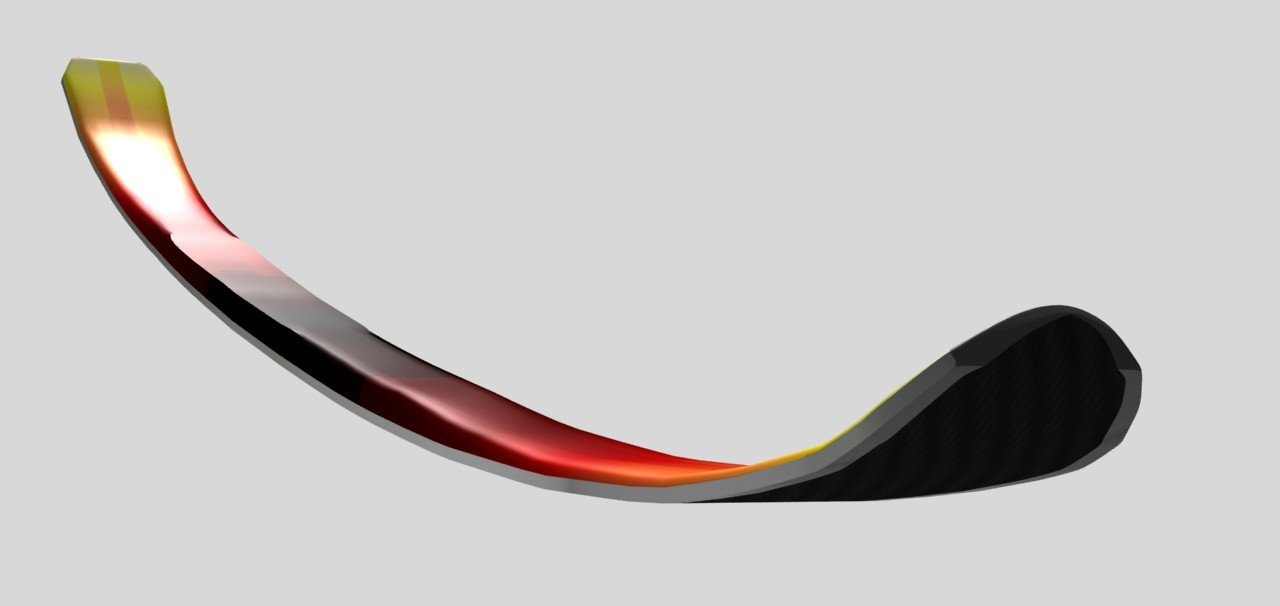
Odkształcenie podłużne

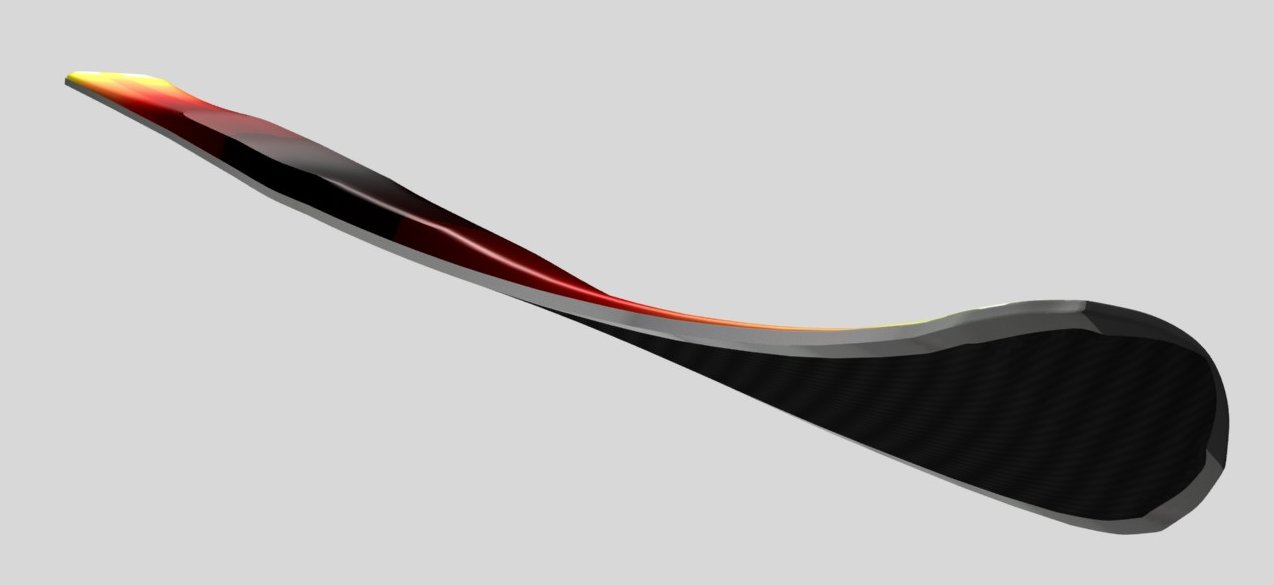
Odkształcenie skrętne

### Sztywność
Sztywność konstrukcji narty wraz z promieniem narty determinuje jej przeznaczenie. Najsztywniejszymi modelami są zwykle narty sportowe, najbardziej miękkie są te przeznaczone dla początkujących.

#### Sztywność podłużna
Zwykle nazywana po prostu sztywnością narty. Określa siłę, jaką trzeba użyć do ugięcia narty. Niestety – nie istnieją zunifikowane wskaźniki sztywności narty (numery przy nazwach nart zwykle nie mają przełożenia na ich faktyczną sztywność). Im narta sztywniejsza, tym większej siły trzeba użyć, żeby ją równomiernie docisnąć do podłoża.

#### Sztywność poprzeczna
Jest to odporność narty na odkształcenia skrętne pod wpływem sił działających na jedną z krawędzi (np. w czasie skrętu). Mała sztywność poprzeczna powoduje skręcanie się narty, co może powodować ześlizgiwanie się narty na zewnątrz skrętu. Sztywna poprzecznie narta dobrze sprawdza się w skrętach ciętych i w twardych warunkach. Wymaga jednak doświadczonego narciarza.

## Budowa

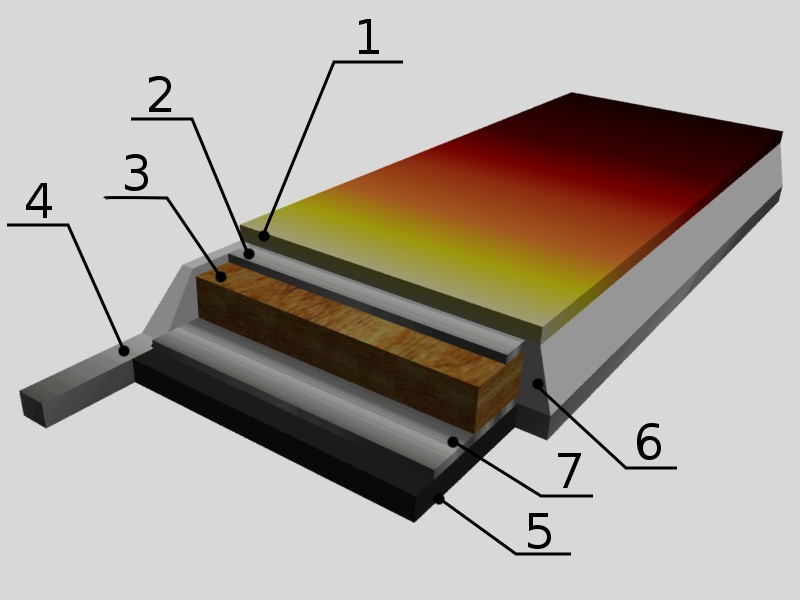
Przykładowa budowa narty o konstrukcji przekładkowej
1. Zewnętrzna powłoka z grafiką
2. Górny laminat/wzmocnienie
3. Rdzeń
4. Krawędzie
5. Ślizg
6. Ścianki boczne
7. Dolny laminat/wzmocnienie

W budowie narty można wyszczególnić kilka podstawowych elementów:

### Rdzeń
Znajduje się wewnątrz narty, wykonany zwykle ze specjalnego tworzywa (np. poliuretanu) bądź laminowanego drewna. Tworzy szkielet konstrukcji i odpowiada za właściwości narty. Każda firma produkująca narty posiada własne technologie konstrukcji rdzenia.

#### Typowe rodzaje konstrukcji
PrzekładkowaZwana również sandwich. Konstrukcja składa się z poziomych warstw łączonych specjalną żywicą. Z boku rdzeń jest chroniony przez tzw. ścianki boczne. Konstrukcja stosowana głównie w nartach wyczynowych.
SamonośnaGórna warstwa laminatu otaczająca rdzeń łączy się bezpośrednio z dolną, zamykając rdzeń wewnątrz. Stosowana głównie w nartach uniwersalnych.
Torsion boxSpecyficzna odmiana konstrukcji samonośnej, gdzie rdzeń jest najpierw otoczony specjalnym laminatem (np. warstwą włókna szklanego), a dopiero po tym jest otoczony warstwami górną i dolną, zamykającymi szczelnie całość konstrukcji.

### Krawędzie

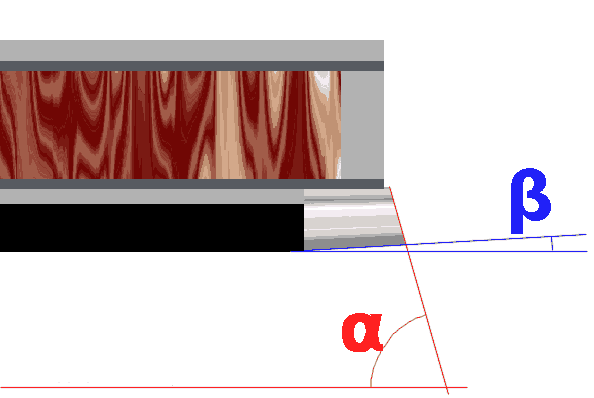
Kąty krawędzi narty:
α – kąt boczny
β – kąt podniesienia

Metalowe krawędzie po raz pierwszy pojawiły się w nartach w latach 30. XX wieku. Ich zadaniem jest poprawienie własności jezdnych, szczególnie na twardym stoku, gdzie zapobiegają niekontrolowanemu ześlizgowi. Mimo iż krawędź ma grubość zaledwie 2–3 mm bardzo ważną rolę odgrywają kąty, pod jakimi jest ona zaostrzona. Wyróżniamy dwa kąty: kąt podniesienia krawędzi, który mierzymy pomiędzy płaszczyzną ślizgu a dolną płaszczyzną krawędzi zwany kątem podniesienia lub podwieszenia krawędzi, oraz kąt boczny, który jest kątem pomiędzy płaszczyzną ślizgu a boczną płaszczyzną krawędzi.
Kąt podniesienia krawędzi wpływa na prędkość wchodzenia w skręt cięty – im mniejszy tym narta zachowuje się bardziej agresywnie i trudniej jest na niej jechać na wprost oraz na inicjację pierwszej fazy skrętu.
Kąt boczny krawędzi wpływa na trzymanie krawędzi narty w skręcie – im mniejszy tym narta daje lepsze oparcie (trzymanie), ale krawędź tępi się znacznie szybciej.
Typowe kąty ostrzenia krawędzi w zależności od przeznaczenia narty:
| Typ narty   | Kąt boczny | Kąt podniesienia |
| ----------- | ---------- | ---------------- |
| Uniwersalna | 89.0       | 1.0-1.5          |
| Slalomowa   | 86.0-87.0  | 0.0-0.5          |
| Gigantowa   | 87.0-88.0  | 0.5-1.0          |

### Ślizg

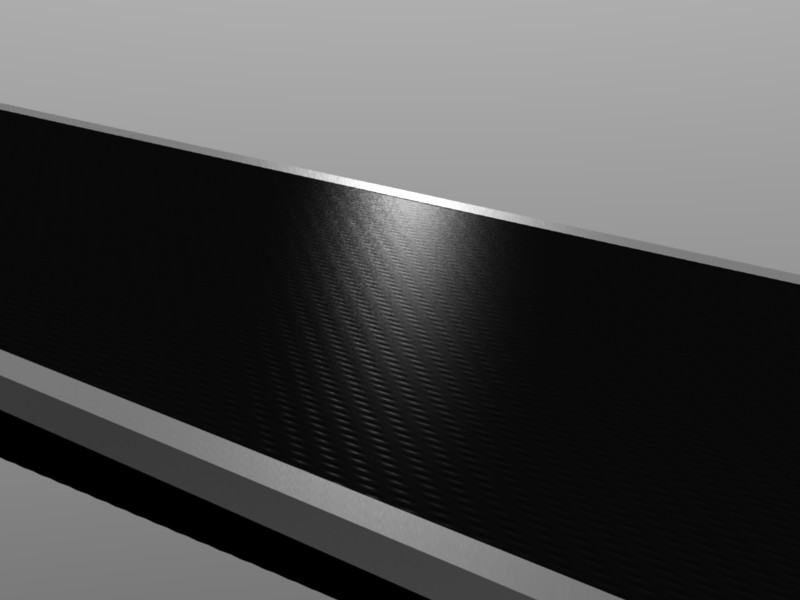
Przykładowa struktura ślizgu

Dolna warstwa narty, mająca bezpośredni kontakt ze śniegiem. Współczesne ślizgi są przeważnie wykonywane z polietylenu (czasem z dodatkiem grafitu, który poprawia właściwości), który po nasączeniu smarem narciarskim ma doskonałe właściwości ślizgowe. W celu polepszenia prędkości, jaką mogą osiągnąć narty, na ślizgu nacina się wzdłużne lub poprzeczne rowki o niewielkiej głębokości – tzw. strukturę. Struktura ma za zadanie zwiększyć poślizg narty poprzez wodę jako medium smarownicze (woda powstaje w wyniku tarcia, jak wiemy, przy tym procesie wytwarza się ciepło), ale gdy jest go za dużo to wtedy woda działa jak klej, a struktura zapobiega takiemu niepożądanemu działaniu wody.
Wyróżniamy kilka rodzajów struktur narciarskich:
1. Struktura linearna (liniowa – linear structure). Nacięcia na narcie są długie i gęste. Jedna linia przechodzi praktycznie przez całą długość narty, stąd też nazwa.
2. Struktura krzyżowa (cross structure). W tym wypadku nacięcia są krótkie (od ok. 1,5 cm do nawet 0,4 cm) i ułożone w dość specyficzny wzór.
3. Struktura krzyżowa symetryczna (jodełka – broken V structure). Podobnie jak w strukturze krzyżowej nacięcia są krótkie, ale tym razem ułożone we wzór trochę przypominający drzewo iglaste.
4. Struktura ukośna (screw structure). Podobnie jak w strukturze krzyżowej nacięcia są krótkie, ale tym razem ułożone albo w lewo albo w prawo.

Strukturę dobieramy do warunków panujących na trasie zjazdu lub biegu oraz do wagi i umiejętności zawodnika (struktury są wykorzystywane głównie w narciarstwie zjazdowym, biegowym i skokach narciarskich).
Strukturę można nakładać ręcznie za pomocą strukturatora (strukturyzatora) lub na maszynach za pomocą kamieni szlifierskich np. montana cristal inline, wintersteiger. Specjalny diament przejeżdża po szynie, nacinając na kręcącym się kamieniu wzór jak gwint śruby. W zależności jaką strukturę chcemy uzyskać, komputer ma zaprogramowane odpowiednią prędkość kamienia oraz przesuwu diamentu. Następnie wpuszcza się nartę w maszynę na programie szlifierskim, a wałek pneumatyczny dociska nartę ze specjalnym szablonem równomiernie do kamienia nakładającego strukturę.

### Wzmocnienie
W celu poprawienia własności narty, jak i zwiększenia jej wytrzymałości stosuje się dodatkowe warstwy wzmacniające. W przypadku nart wyczynowych są to zwykle dwie warstwy blachy tytanalowej umieszczone nad i pod rdzeniem. W przypadku nart amatorskich stosuje się pojedynczą warstwę pod rdzeniem lub włókna szklane bądź węglowe. Niekiedy stosuje się również jako element tłumiący drgania różnego rodzaju warstwy gumy, żelu bądź innego materiału pochłaniającego drgania. Ma to jednak zastosowanie jedynie w modelach amatorskich, ponieważ wydłuża czas reakcji narty na impuls narciarza.

## Podział nart

### Narty wyczynowe (zawodnicze, komórkowe)
Narty z tej kategorii bardzo rzadko są dostępne w sklepach, niekiedy nie figurują nawet w oficjalnych katalogach sprzętu. Są one produkowane specjalnie na potrzeby zawodników, różnią się znacząco od normalnych modeli wymiarami, ciężarem, sztywnością i sprężystością, choć mają do nich podobną grafikę. Każda konkurencja alpejska ma wyspecjalizowany sprzęt, którego parametry określa Międzynarodowa Federacja Narciarska FIS.

### Narty sklepowe
Narty oficjalnie występujące w katalogach firm. Dzielą się na kilka podkategorii (podział na sezon 2007/2008):
| Kategoria                | Typowy promień skrętu (w metrach) | Typowa szerokość w talii (w milimetrach) | Charakterystyka |
| ------------------------ | --------------------------------- | ---------------------------------------- | --- |
| Slalom                   | 11–13                             | 65–67                                    | Krótkie, zwrotne narty sportowe, do szybkiej jazdy krótkimi skrętami po przygotowanych stokach.                                                |
| Gigant                   | 15–21                             | 65–68                                    | Długie i bardzo szybkie narty sportowe do jazdy długimi skrętami po przygotowanych stokach.                                                    |
| Allround                 | 11–16                             | 65–70                                    | Uniwersalne narty do jazdy po przygotowanych stokach. Niższe modele dobre dla początkujących.                                                  |
| Multicondition           | 11–17                             | 70–78                                    | Uniwersalne narty do jazdy w każdych warunkach. W pewnym zakresie dobre również do jazdy poza trasami. Niższe modele dobre dla początkujących. |
| Allmountain              | 15–20                             | 75–85                                    | Narty do jazdy w każdych warunkach, również poza trasami.                                                                                      |
| Freeride                 | >18                               | >80                                      | Narty do jazdy głównie z dużą prędkością poza trasami, także w głębokim puchu.                                                                 |
| Freestyle                | >16                               | 70–80                                    | Narty przeznaczone do skoków i akrobacji. Niektóre sprawują się dobrze poza trasami.                                                           |
| Skircross                | 11–21                             | 65–69                                    | W założeniu miały być to narty do szybkiej jazdy w każdych warunkach. W praktyce grupa bardzo niespójna.                                       |
| Shorties                 | 6–9                               | 65–75                                    | Krótkie (ok. 120 cm) narty do nauki i zabawy na stoku.                                                                                         |
| Supershorties/ Snowblade | 3–9                               | 75–110                                   | Bardzo krótkie (60–99 cm) narty do nauki i zabawy na stoku.                                                                                    |

Przy czym podział nart zmienia się niemal co sezon, wraz z nowymi kolekcjami sprzętu wprowadzanymi przez producentów.